# Édouard Detaille
Vous lisez un « bon article » labellisé en 2020.
Pour les articles homonymes, voir Detaille.
Édouard Detaille, né le 5 octobre 1848 à Paris, où il est mort le 24 décembre 1912, est un peintre et illustrateur français.
Renommé pour ses scènes militaires et l'abondance de son travail en uniformologie, il est considéré comme un grand spécialiste de la peinture militaire française, et l'un des derniers maîtres du genre avant que celui-ci ne disparaisse progressivement au début du XXe siècle. Il s'inscrit dans la continuité des peintres néoclassiques et romantiques du Premier Empire et de la légende napoléonienne, comme François Gérard ou Horace Vernet, dont l'héritage est reçu favorablement dans l'art académique de la seconde moitié du XIXe siècle. Il s'insère dans une démarche de représentation au plus près de la réalité, par son souci du détail historique et du respect de l'exactitude technique des actions réalisées par ses personnages, tout en cherchant à en dégager l'élément considéré comme essentiel.
Il devient célèbre en son temps par ses toiles représentant tragiquement et de façon parfois très crue la guerre franco-allemande de 1870, ainsi que les actes héroïques accomplis par les Français. Il est resté principalement dans la postérité grâce à son tableau de 1888 intitulé Le Rêve, qui exalte les gloires militaires passées dans le contexte politique d'après-guerre tendu entre la France et l'Allemagne.
Il vit principalement à Paris et Ville-d'Avray.
Le fonds d'atelier de l'artiste est conservé au musée de l'Armée à Paris depuis 1915.

## Biographie

### La vocation de peintre de scènes militaires
Édouard Detaille naît à Paris (ancien 2e arrondissement) le 5 octobre 1848,. Son père, artiste amateur et ami des collectionneurs et des peintres, dont le peintre de guerre Horace Vernet, l'encourage à s'intéresser très tôt à l'art. Issu d'une famille proche des milieux militaires — son grand-père était intendant de la Grande Armée, sa grand-tante avait épousé l'amiral Villeneuve — Édouard Detaille est scolarisé à Paris au lycée Bonaparte (l'actuel lycée Henri-IV). Il y révèle déjà par des illustrations dans ses cahiers de classe son aptitude peu commune au dessin et sa prédilection pour les sujets militaires, présente dès son enfance : « Je me roulais dans les albums de Raffet et de Charlet […] Avant de savoir mes lettres, je devinais les sujets de batailles, les noms des généraux illustres, l'arme des officiers et des soldats ». Il fait référence ici à son admiration pour Auguste Raffet et Nicolas-Toussaint Charlet, deux peintres de scènes du Premier Empire. Après avoir reçu son baccalauréat, il émet le vœu d'être peintre et est initialement proposé pour devenir l'élève d'Alexandre Cabanel.
En définitive, il est formé dans l'atelier d'Ernest Meissonier : ce dernier, chargé de transmettre la proposition à Cabanel, apprécie si favorablement les croquis joints en exemple qu'il préfère le garder comme son propre élève. En entrant dans son atelier à Poissy, Detaille se lie d'amitié avec Charles Meissonier, le fils de son nouveau maître, et Lucien Gros, un autre de ses élèves. Il y travaille douze heures par jour et s'entraîne en réalisant des personnages en tout genre — militaires, bourgeois, incroyables — mais il réalise aussi lors de ses promenades des croquis de tout ce qu'il observe. C'est Meissonier qui lui fournit le sujet de sa première toile intitulée Un coin de l'atelier de M. Meissonier qui est exposée en 1867. Detaille en profite ensuite pour accompagner son maître dans le Midi l'été de cette même année, et réalise sur place sa première toile militaire d'importance, Cuirassiers de la Garde ferrant leurs chevaux sur la route d'Antibes. Après ce coup d'essai, il expose pour la première fois un sujet militaire en 1868 nommé La Halte des tambours. Le tableau est acheté pour 800 francs par un des modèles qui posaient régulièrement pour Meissonier, mais le jour même la princesse Mathilde le lui rachète 1 500 francs. Cette œuvre, considérée comme « un vrai bijou » par le critique d'art Edmond About, marque le début d'une longue et brillante carrière de peintre d'histoire avec une prédilection pour les scènes militaires ; il en devient d'ailleurs un spécialiste reconnu. Il expose au total 26 fois au Salon, entre 1867 et 1912.

### Un artiste soucieux de la réalité historique

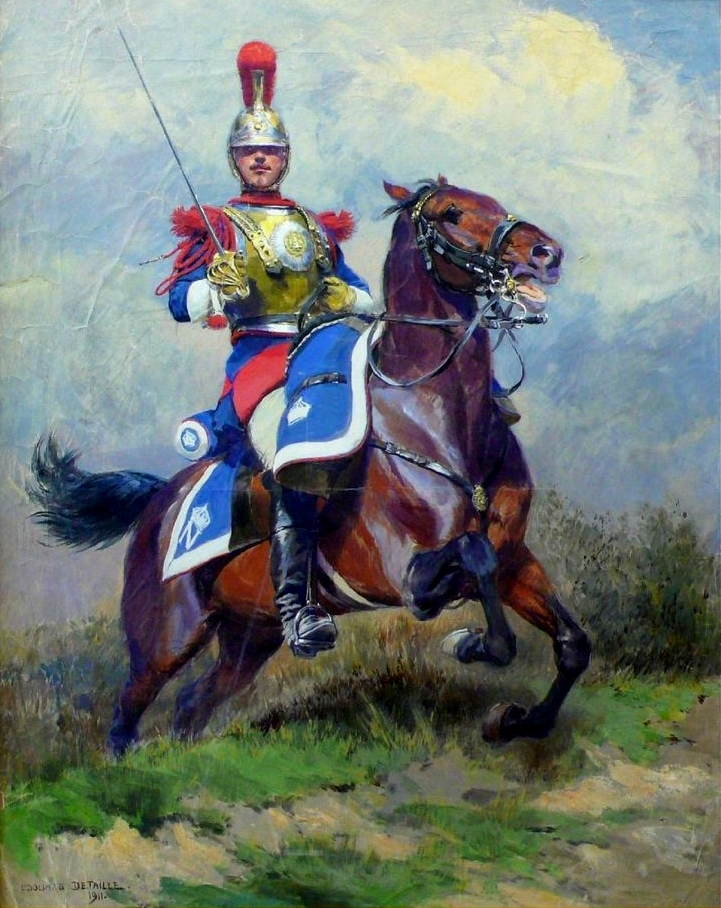
Attribué à Édouard Detaille, Carabinier de la Garde impériale du Second Empire (1911), huile sur toile, localisation inconnue.

La peinture d'Édouard Detaille se rattache à l'académisme et hérite de la tradition issue des peintres néoclassiques et romantiques de l'épopée napoléonienne. Il a la volonté d'être au plus près du réel comme dans ses représentations historiques des réalités tragiques de la guerre, en particulier celles de la guerre de 1870. Il dit à ce propos : « J'ai essayé de faire un portrait ressemblant de la guerre moderne, de substituer une image vraie à une image conventionnelle. » Detaille peignait lentement et de manière méthodique, de façon à produire des œuvres aussi réalistes et précises que possible. Le critique d'art Marius Vachon considère que « De Meissonier, Detaille a hérité le souci de la perfection du travail, la recherche de l'expression individuelle dans la physionomie et dans le costume, la pénétrante netteté du dessin, en même temps que le goût de la synthèse ». Cependant, il note aussi le fait que « Detaille, artistiquement, est bien le fils de Meissonier ; mais qu'il ne lui ressemble pas plus qu'il n'y a dans l'ordre physique, aussi bien que dans l'ordre intellectuel, d'analogie véritable entre deux générations » et inclut l'artiste dans une école nouvelle poursuivant une certaine continuité depuis les représentations militaires méticuleuses d'Isidore Pils et vivantes d'Hippolyte Bellangé, mais bouleversée par une « révolution » artistique : « Elle va peindre la guerre telle qu'elle est, parce qu'elle l'a vue ; et, dans cette représentation exacte, à côté de la vie elle mettra l'âme, parce qu'elle y aura pris part. » Par la nature militaire de la majorité de ses tableaux et des sujets traités, comme la guerre franco-prussienne de 1870-1871, il est considéré comme un des peintres de la revanche par la postérité. Or l'artiste reniait cette simplification : « J'aime mon pays autant que personne, je vous prie de le croire ; mais je ne voudrais pas qu'on réduisît mon art à n'être que de l'art patriotique. »

### Artiste-soldat durant la guerre de 1870-1871
Lorsqu'éclate la guerre de 1870, Detaille délaisse son travail en cours, une scène mondaine parisienne intitulée Le Moulin de Longchamp, et s'engage au 8e bataillon d'infanterie mobile. En novembre 1870, il se trouve attaché à l'état-major du général Ducrot et participe aux combats aux environs de Paris. Il peut observer les régiments dans le feu de l'action sur la Marne et en profite pour prendre des notes et pour exécuter des croquis. Son frère Julien et son demi-frère Georges meurent lors de cette guerre : le premier tombe au combat et le second meurt en détention dans un camp de prisonniers situé à Dresde. Toutes ces expériences le marquent profondément, le souvenir restant prégnant malgré le temps et le conduisant à réaliser plusieurs années après certaines de ses toiles comme Le Salut aux blessés ! (1877), La Défense de Champigny-sur-Marne (1879), Le Soir de Rezonville (1884).
Avec Alphonse de Neuville, il produit en 1880-1883 deux grands panoramas de batailles : La Bataille de Champigny et le Soir de Rezonville. Après la faillite des sociétés gérant ces attractions, les toiles (120m x 15m) sont découpées en multiples morceaux, vendus individuellement lors d'une première vente en 1892, puis lors d'une seconde en 1896.

### Un artiste engagé aux œuvres censurées

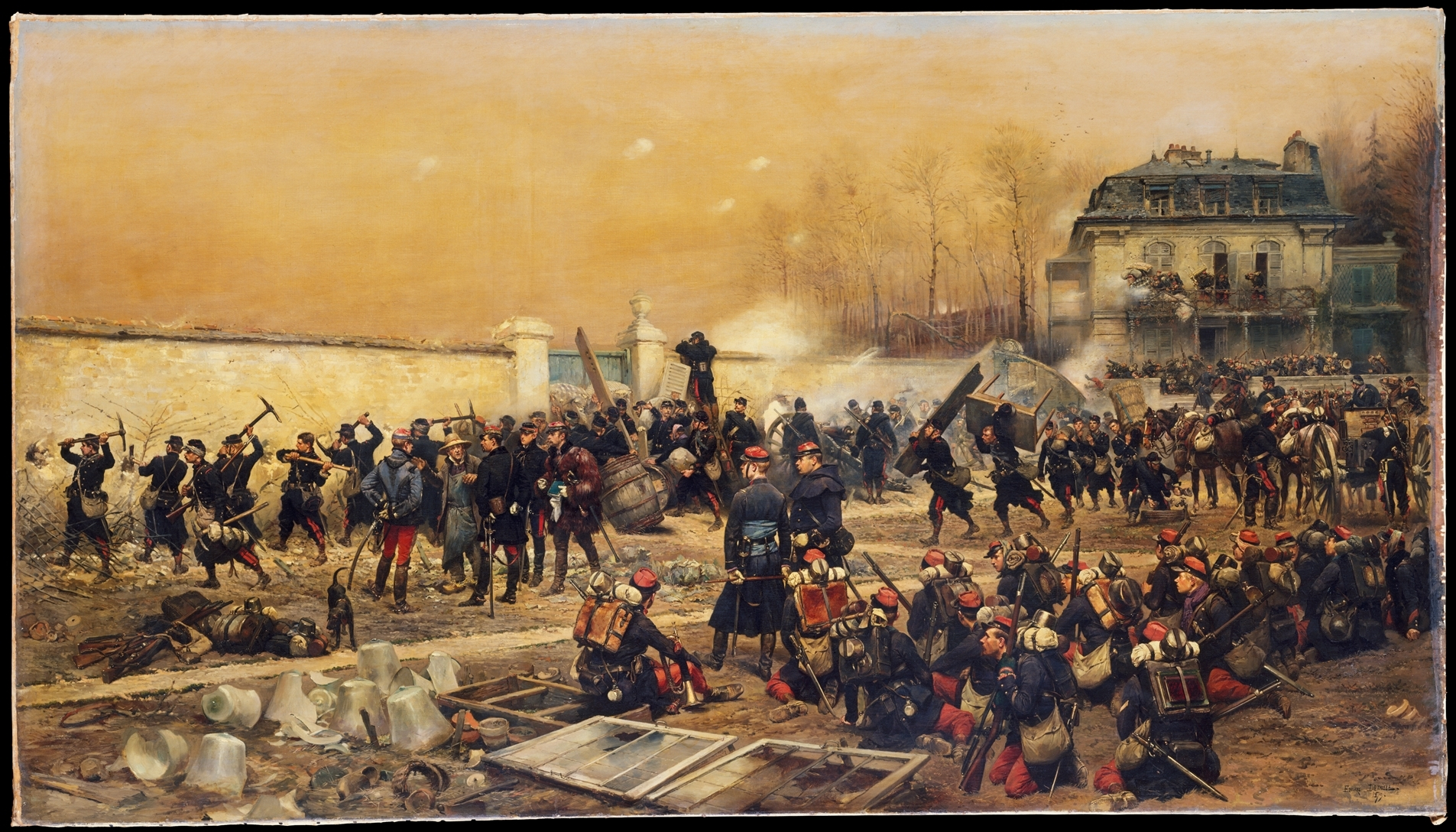
La Défense de Champigny-sur-Marne ou Champigny, décembre 1870 (1879), huile sur toile,, New York, Metropolitan Museum of Art.

Les Vainqueurs et Un convoi allemand, scènes de la guerre de 1870 qui dénoncent des exactions du camp adverse, sont exclus du Salon de 1872 par mesure diplomatique à l'égard de l'Allemagne.
Il choisit en outre de s'autocensurer et de ne pas exposer au Salon une version transposée en peinture et dédicacée à Albert Goupil, d'un dessin issu de ses croquis et souvenirs de terrain, Un coup de mitrailleuse. Cette œuvre d'un réalisme cru représente des soldats allemands « hachés » durant la bataille. Elle reflète sa vive émotion, en réaction à l'hécatombe française et à la mort durant le conflit de son frère Julien âgé de 19 ans et de son demi-frère Georges. Il s'appuie ici sur sa propre expérience d'un champ de bataille situé entre Villiers et Petit-Bry. 
En 1877, l'œuvre Le Salut aux blessés ! qui dépeint des officiers allemands saluant une colonne de prisonniers français blessés doit « subir quelques modifications toujours à cause des susceptibilités diplomatiques ».
Lorsque l'affaire Dreyfus éclate, Detaille, sans s'étendre publiquement sur le sujet, déclare en privé qu'il est antidreyfusard. Sa position semble être cependant plus nuancée par la suite au vu de ses lettres à ce sujet, dans lesquelles il semble troublé par les éléments accablant l'armée. Il a adopté cette position antidreyfusarde « non par antisémitisme mais par solidarité avec l'armée », selon l'historien de l'art François Robichon.

### Voyages en Europe
Désormais célèbre, il voyage en Europe entre 1879 et 1884. Il visite également la Tunisie en 1881 avec les troupes expéditionnaires françaises en qualité de sous-lieutenant. Durant ses voyages avec les militaires, il en profite pour approfondir sa connaissance de l'armée, ce qui lui permet d'avancer dans l'exécution des 406 dessins et aquarelles de L'Armée française : types et uniformes de Jules Richard. En Angleterre, il peint une revue des troupes britanniques par le prince de Galles, qui l'achète et l'offre à la reine Victoria pour son jubilé de diamant en 1897. Cette dernière l'apprécie, et envoie à Detaille la croix du Jubilé pour témoigner de sa satisfaction. Il réalise aussi une scène montrant les Scotts Guards à Hyde Park. En 1901, devenu roi de Grande-Bretagne et d'Irlande en tant qu'Édouard VII, l'ancien prince de Galles avec qui Detaille s'était lié d'amitié demande, non sans une certaine flatterie et un humour bienveillant, à la comtesse Greffulhe de l'inviter à dîner chez elle dans son hôtel de la rue d'Astorg pour faire la connaissance du peintre, que ses experts qualifient de « plus grand peintre français vivant ».
Il devient grâce à ses voyages un proche du tsar Nicolas II et de la famille impériale russe.

### Scènes de bataille du Premier Empire

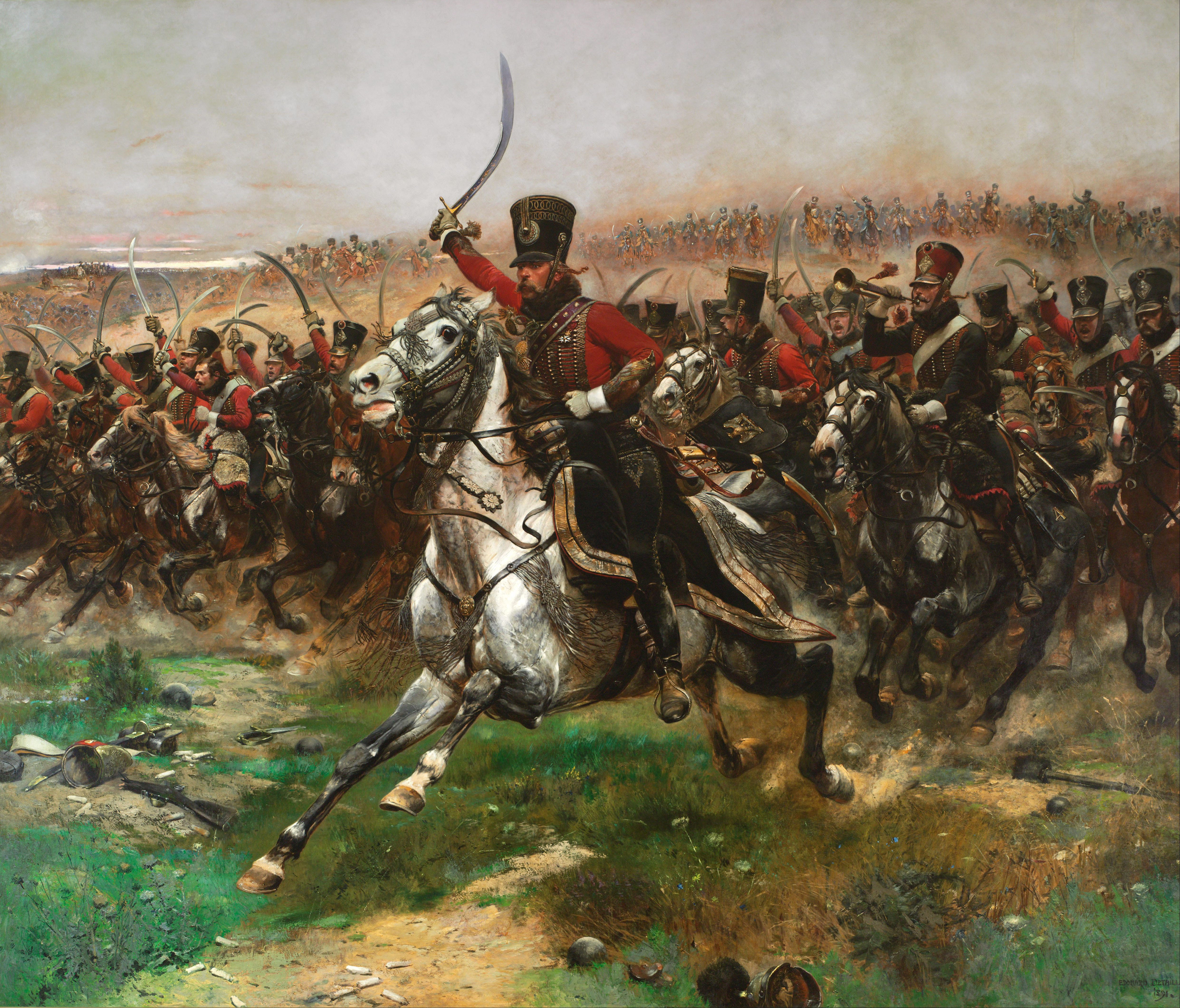
Charge de cavalerie : Vive l'Empereur ! (1891), Sydney, galerie d'Art de Nouvelle-Galles du Sud.

Dans les années 1890, Detaille peint de plus en plus de toiles inspirées de l'épopée napoléonienne, en particulier des scènes de bataille et des charges de cavalerie. Il utilise des uniformes et des accessoires d'époque pour parfaire l'exactitude de ses tableaux. Sa toile Sortie de la garnison de Huningue, le 20 août 1815, représente le défilé français autorisé par les Autrichiens (à l'issue d'un traité mettant fin au siège de la ville en 1815) pour rendre hommage à leur courage au cours de cet engagement, sous le commandement du général Barbanègre face à la Septième Coalition. Detaille se sert de documents qu'il a retrouvés aux Invalides, ainsi que de ses propres observations de terrain pour reconstituer le site démantelé depuis la Restauration. Il emploie même des archives personnelles des familles des combattants pour accentuer le réalisme de la bataille, dont des papiers qui représentent des portraits de combattants français. Pour la représentation des chefs autrichiens, il se rend à Vienne afin d'y chercher des informations dans des bibliothèques et archives.
Il déjeune plusieurs fois chez le duc d'Aumale au château de Chantilly en compagnie d'Alphonse de Neuville ou du peintre Léon Bonnat. Le duc, qui s'intéresse aux sujets du Premier Empire, lui achète sa toile Le Colonel Lepic à Eylau le 8 février 1807 pour la somme de 15 000 francs en mai 1894, soit trois ans avant sa mort. Ce tableau met en scène Louis Lepic, un des héros de la Révolution française et de l'épopée napoléonienne. Engagé dans les dragons en 1781 à seulement quinze ans et demi, il s'illustre tout d'abord à partir de 1793 dans le camp révolutionnaire par sa mansuétude durant la guerre de Vendée, en sauvant des civils et en recueillant une enfant de trois ans lors d'un combat contre l'Armée catholique et royale. Son deuxième haut fait, représenté dans le tableau, eut lieu durant la bataille d'Eylau : voyant des grenadiers à cheval baisser la tête face au déluge de balles ennemies, il s'élève le plus possible sur son cheval et, narguant le danger, s'écrie : « Haut les têtes ! La mitraille n'est pas de la merde ! » Plus tard, encerclé avec ses cavaliers par les Russes qui lui somment de se rendre, il répond : « Regardez-moi ces figures-là si elles veulent se rendre » et réussit à se libérer du joug ennemi.

### Membre de l'Institut et président de Salon
Il est élu membre de l'Académie des beaux-Arts en 1892, année durant laquelle il crée aussi la cape noire que portent les membres de l'Institut. Président de la Société des artistes français entre 1896 et 1900, il contribue à la création du musée de l'Armée à Paris au travers de la société d'études La Sabretache, dont il est un des principaux fondateurs. Il est président de l'Institut pour l'année 1905.

### Projet d'uniformes pour l'armée

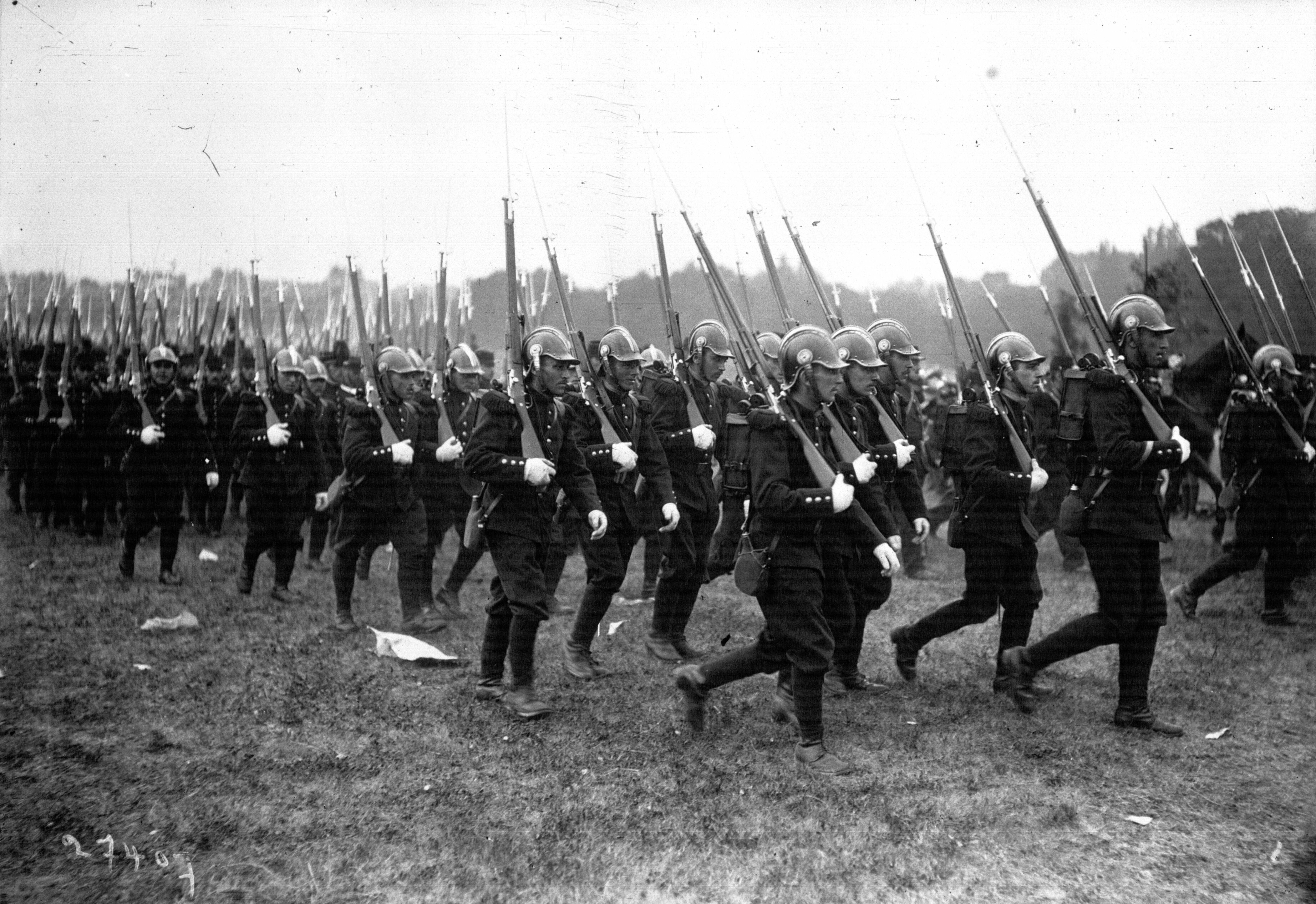
Défilé de 1912 à Longchamp.

En novembre 1911, le ministre de la Guerre Adolphe Messimy décide de rénover les uniformes de l'armée française et lance une commande publique à Detaille et Georges Scott, un de ses élèves. Le ministre demande une nouvelle tenue de campagne, une tenue de repos et une tenue d'apparat. Toutes les tenues doivent être « élégantes et pimpantes » mais également exemptes d'éléments brillants : l'acier bruni moins visible à distance doit en effet remplacer l'acier scintillant. Les discussions initiales laissent entrevoir un projet proche de l'équipement final — pattes d'épaules remplaçant les épaulettes, culotte garance, capote ample —, le seul point de divergence avec le comité étant le casque proposé par Detaille et destiné à remplacer le képi rouge traditionnel dans la tenue de campagne — le képi devait initialement être gardé uniquement pour l'habillement de repos. En effet, bien que le projet de casque de Detaille soit loué par le comité pour ses qualités esthétiques, il est aussi critiqué car il risque de poser des problèmes techniques pour le tir couché. Les couleurs n'étant pas toutes établies, celles-ci évoluent avec le temps, seul le réséda très décrié est vite écarté. La volonté d'éviter la trop grande visibilité des troupes par l'ennemi est aussi évoquée, mais contre toute logique cela n'écarte pas ensuite l'adoption d'une culotte garance par le comité, choix approuvé par une partie de la presse qui estime que : « L'expérience a, en effet, démontré qu'à la guerre c'est le buste du soldat qui est visible et non les jambes [sic] ». Pour une autre partie de la presse, l'utilisation de la couleur garance est cependant jugée problématique et il est préférable d'adopter une couleur brune, moins visible, et d'en faire de même pour le képi de repos. Detaille ne tient cependant pas compte de ces dernières critiques.
Une première version du casque est présentée début 1912 : en acier bleui, le casque reçoit un cimier bronzé, destiné à amortir des chocs venant par le dessus, ainsi qu'une visière et un cache-nuque uniformes permettant au casque de se porter dans les deux sens. Les attaches de la jugulaire, sangle permettant de retenir le couvre-chef et passant sous le menton, sont ornées de deux têtes de lion en acier bronzé, avec pour le côté gauche du casque une cocarde tricolore rajoutée. Le poids total pour cette première version est d'environ un kilogramme.
En avril 1912, le choix de la couleur pour la capote est fixé : un gris bleuté. Elle se rapproche, même si sa teinte est légèrement plus claire, de la future capote bleu horizon utilisée par les poilus lors de la Première Guerre mondiale.

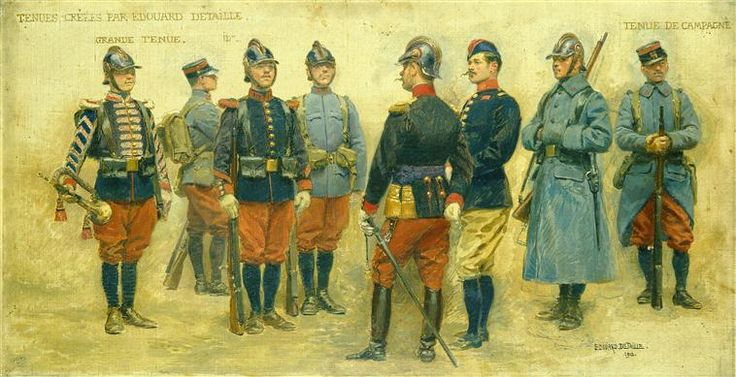
Projets de tenue pour l'infanterie de ligne, Paris, musée de l'Armée. Œuvre présentée au Salon des artistes français de 1912. Les grandes tenues d’apparat sont à gauche et les tenues de campagne, mieux camouflées, à droite.

Pour la cavalerie, l'élaboration des uniformes revient principalement à Georges Scott, les modifications restant légères car les tenues déjà existantes sont jugées satisfaisantes. La question de la visibilité des cavaliers par l'ennemi n'est pas posée, car le problème ne semble pas être la tenue du cavalier, mais bien la visibilité du cheval lui-même. Scott, libéré de cette contrainte technique, s'inspire donc librement des éléments les plus flamboyants du Second Empire.
Des essais grandeur nature ont lieu durant l'été 1912 lors du défilé militaire du 14 Juillet à Longchamp. Le défilé reçoit un accueil favorable de la part de la presse, néanmoins les nouveaux uniformes sont jugés par certains observateurs problématiques sur le plan de l'efficacité en temps de guerre.
Alexandre Millerand, le successeur d'Adolphe Messimy au ministère de la Guerre à partir de janvier 1912, accueille bien le projet. Il décide ensuite malgré tout de ne pas l'adopter après la semi-déception déclenchée par les uniformes lors du défilé de Longchamps. Cependant les éléments principaux restent pris en compte : la large capote gris-bleu, source d'inspiration pour la future capote bleu horizon, et le casque, plus tard repris par Louis Adrian pour l'élaboration du casque qui porte son nom utilisé comme standard par l'armée française durant la Première Guerre mondiale.

### Postérité
Édouard Detaille meurt célibataire le 24 décembre 1912 en son domicile situé au 129, boulevard Malesherbes, un coquet petit hôtel de maître où son atelier occupe tout le rez-de-chaussée. Le 27 décembre 1912, il est inhumé à Paris au cimetière du Père-Lachaise (66e division),. Après sa disparition, la popularité de ses œuvres décline fortement, ce dont les signes avant-coureurs étaient déjà perceptibles à la fin de sa vie : la reconnaissance par l'opinion publique des artistes en rupture avec l'Académie des beaux-arts, comme les impressionnistes et post-impressionnistes, a en effet donné le coup de grâce à la peinture dite académique. Les critiques modernistes fusent contre le camp des « perdants », dénigrant ceux qui comme Detaille avaient accepté les jurys jugés conformistes des salons officiels, ainsi que le poids de l'Académie en France dans les arts. Le style des héritiers de la tradition artistique des Salons refusant la révolution artistique en cours est rejeté, car considéré par les tenants de la nouvelle école comme le pastiche grandiloquent et sans saveur des œuvres glorieuses du passé. Cette position se résume pour ces détracteurs par le terme à connotation péjorative d'« art pompier ». Du point de vue de Detaille, son hostilité envers l'évolution de l'art est à nuancer, car même s'il déteste Vincent van Gogh et Paul Cézanne, il admire Claude Monet et semble intéressé par les sculptures d'Auguste Rodin.
La Première Guerre mondiale sonne aussi le glas du genre militaire dans la peinture en France, par le dégoût qu'éprouvent les mobilisés des réalités cruelles des guerres modernes, bien éloignées des mythes glorieux entretenus jusqu'alors. L'enthousiasme représenté par Detaille dans sa toile Le Rêve, où il imagine le retour aux glorieux combats des temps anciens, est raillé après le conflit.
L'artiste et son œuvre sont de nouveau mis en lumière chez les spécialistes de l'art contemporain, notamment grâce à la parution d'une monographie réalisée en 1962 par Pierre Chanlaine. Par la suite, un intérêt grandissant conduit à l'apparition de l'Association des Amis d’Édouard Detaille en 1979, association présidée par l'historien de l'art François Robichon, ainsi qu'à la publication conjointe de nouvelles biographies. Le travail d’Édouard Detaille est aussi redécouvert par les uniformologistes à la même période comme en témoigne un article de 1979 issu de la revue Uniforme, dans lequel son style de dessin est certes considéré comme figé, mais où est cependant louée sa qualité de coloriste. L'article remet aussi en question la sévérité du jugement de l'historien du début du XXe siècle Camille Mauclair, qui qualifie en effet l’œuvre de Detaille de « désolante erreur ». De nouvelles recherches sur l'apport artistique de Detaille s'ensuivent. Ces recherches s'accompagnent de deux achats par des institutions muséales françaises : l'acquisition du tableau Le Rêve par le musée d'Orsay en 1986 — musée réhabilitant l'art académique auprès du grand public — et celle par le musée Saint-Remi de Reims de La Charge de Morsbronn en 1988, qui témoigne selon François Robichon d'« un réveil de l’intérêt patrimonial de l’œuvre de Detaille ».

## Œuvres
Certaines œuvres sont datées par leur année d'exposition au Salon, qui devient en 1880 le Salon des artistes français. Le Salon de Mulhouse a quant à lui été créé par des personnalités liées à la Société industrielle de Mulhouse telles que Frédéric Engel-Dollfus.

### Tableaux
La liste des tableaux répertoriés est présentée dans cet article détaillé à part, elle ne se veut pas exhaustive, l'artiste ayant été extrêmement prolifique. 

Peintures d’Édouard Detaille
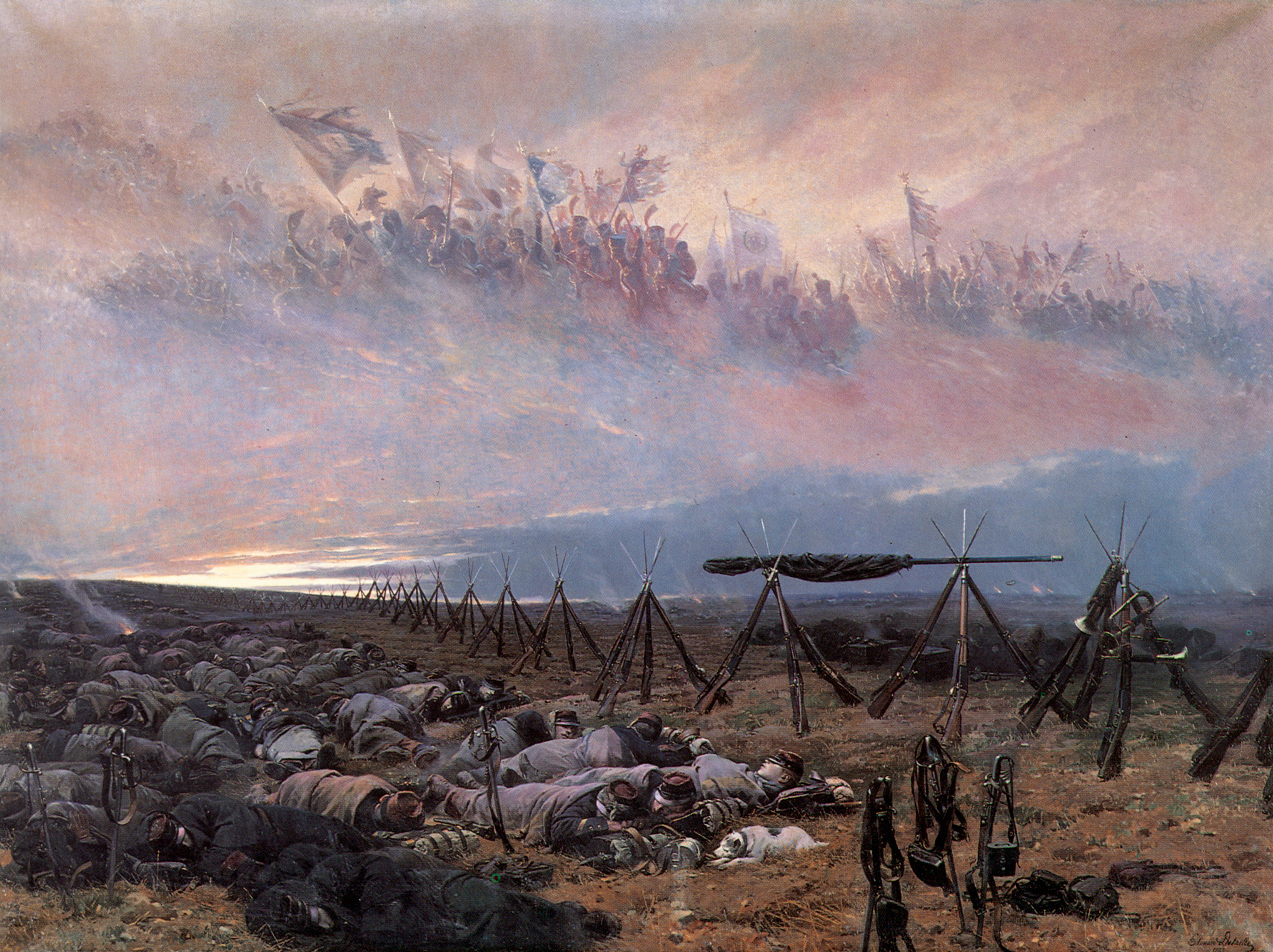
Le Rêve (1888), huile sur toile, 300 × 400 cm, Paris, musée d'Orsay.
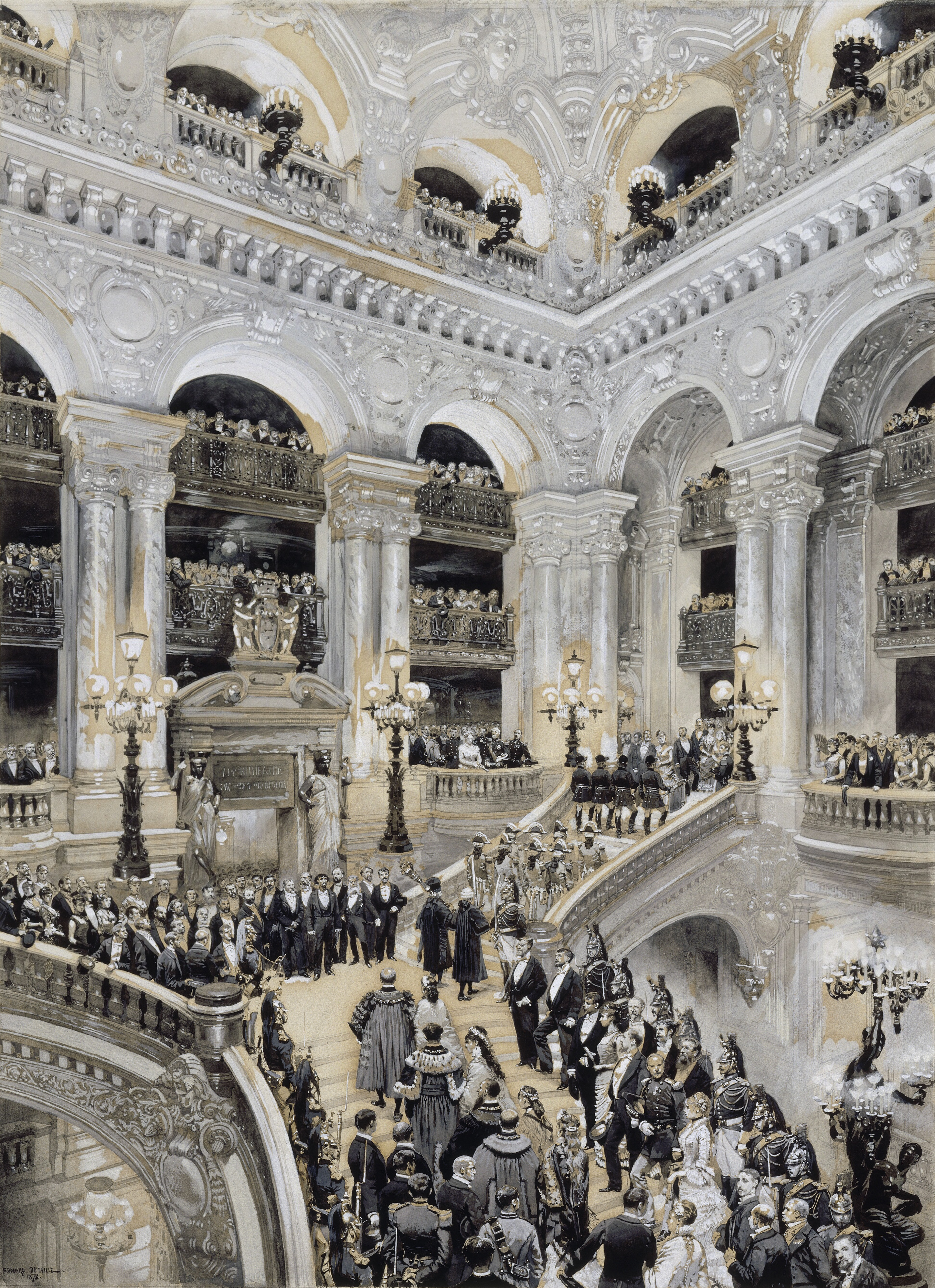
L'Inauguration du nouvel Opéra : arrivée du cortège du lord-maire, aquarelle, 66,5 × 50,7 cm, château de Versailles.
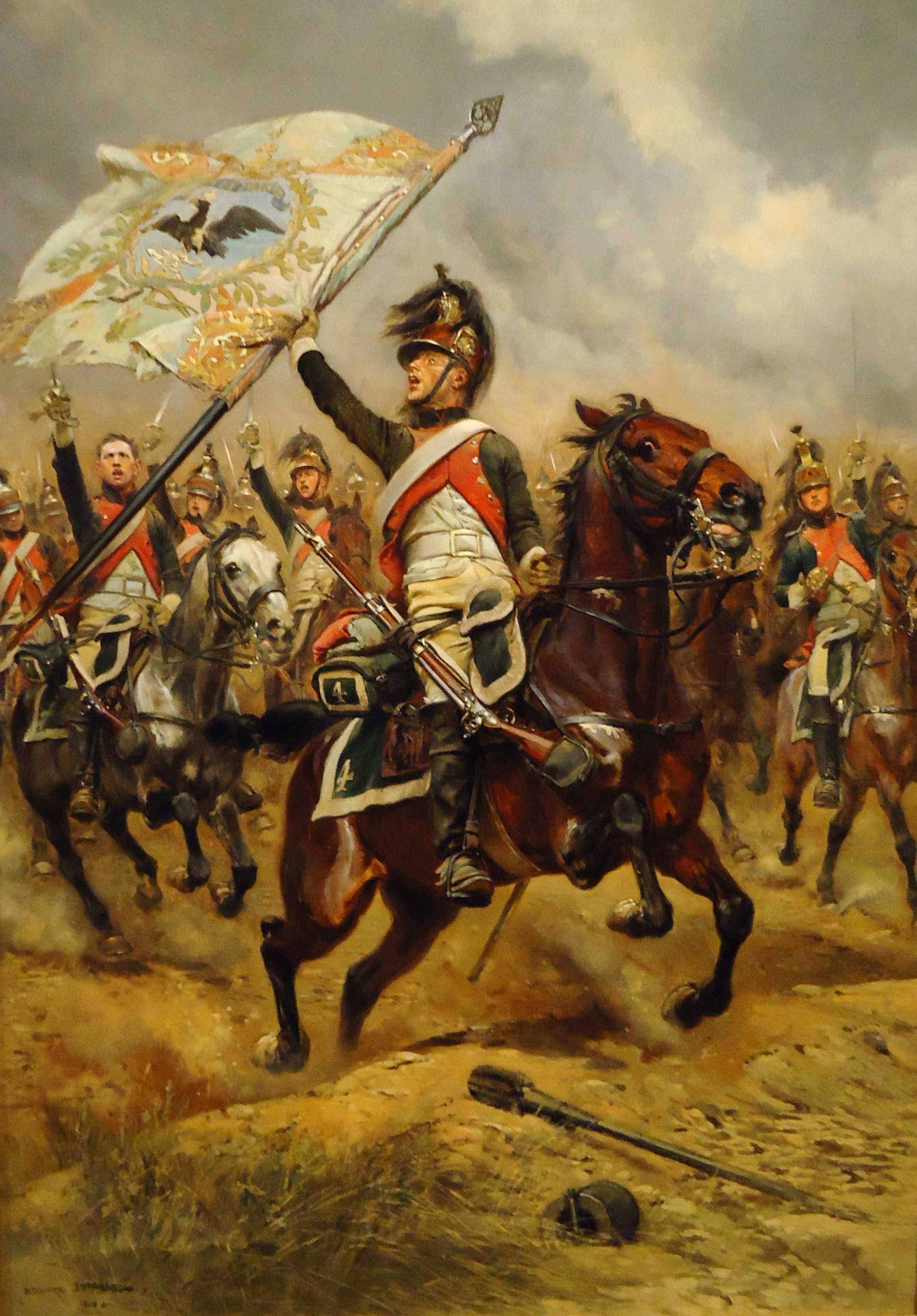
Prise d'un drapeau prussien par le 4e régiment de dragons, en 1806, huile sur toile, 65,5 × 44,5 cm, Paris, musée de l'Armée.
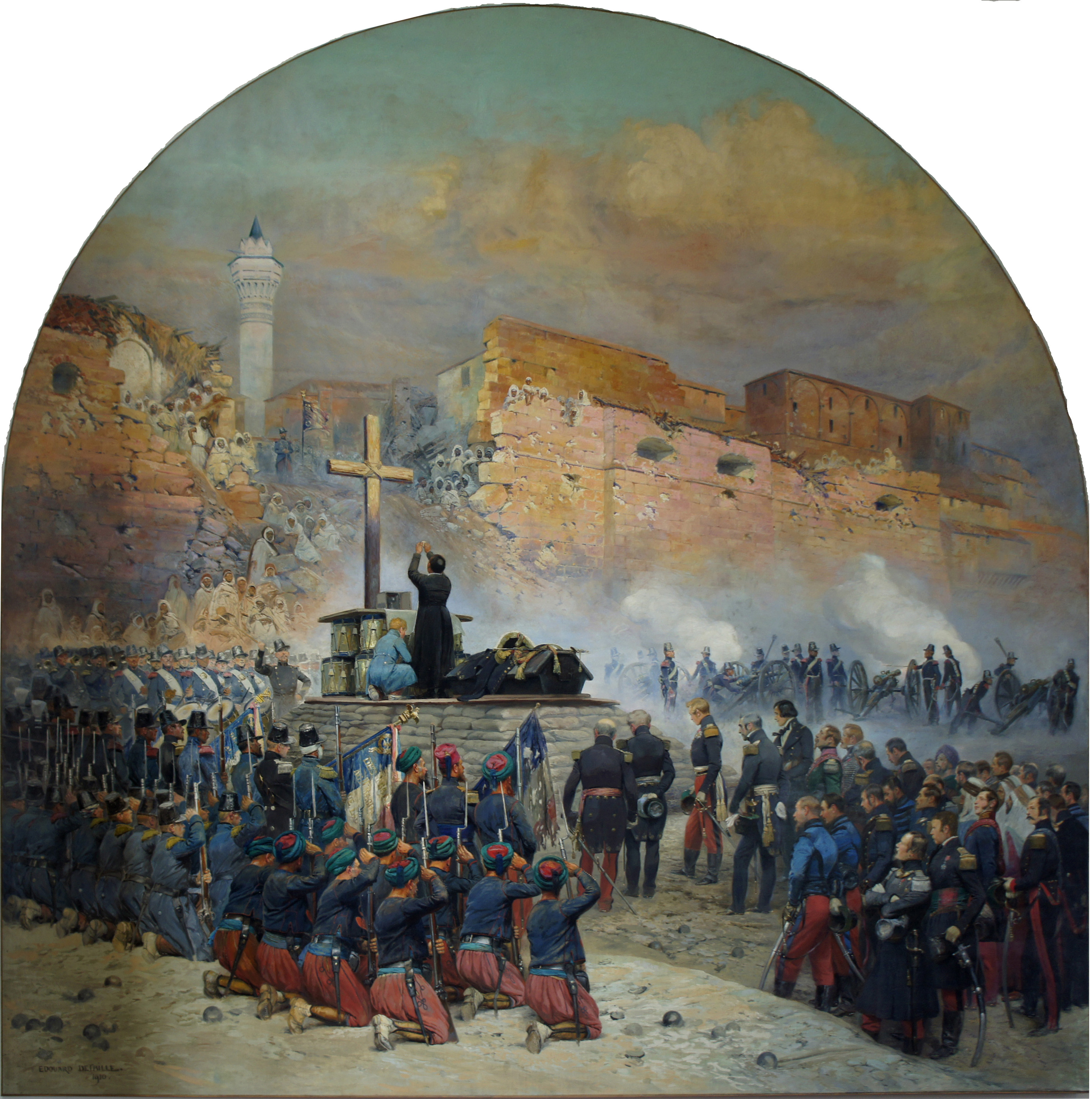
Service funèbre du général Damrémont, célébré le 18 octobre 1837, devant la brèche de Constantine, le lendemain de l'assaut, huile sur toile, 544 × 545 cm, château de Vincennes, pavillon du roi.
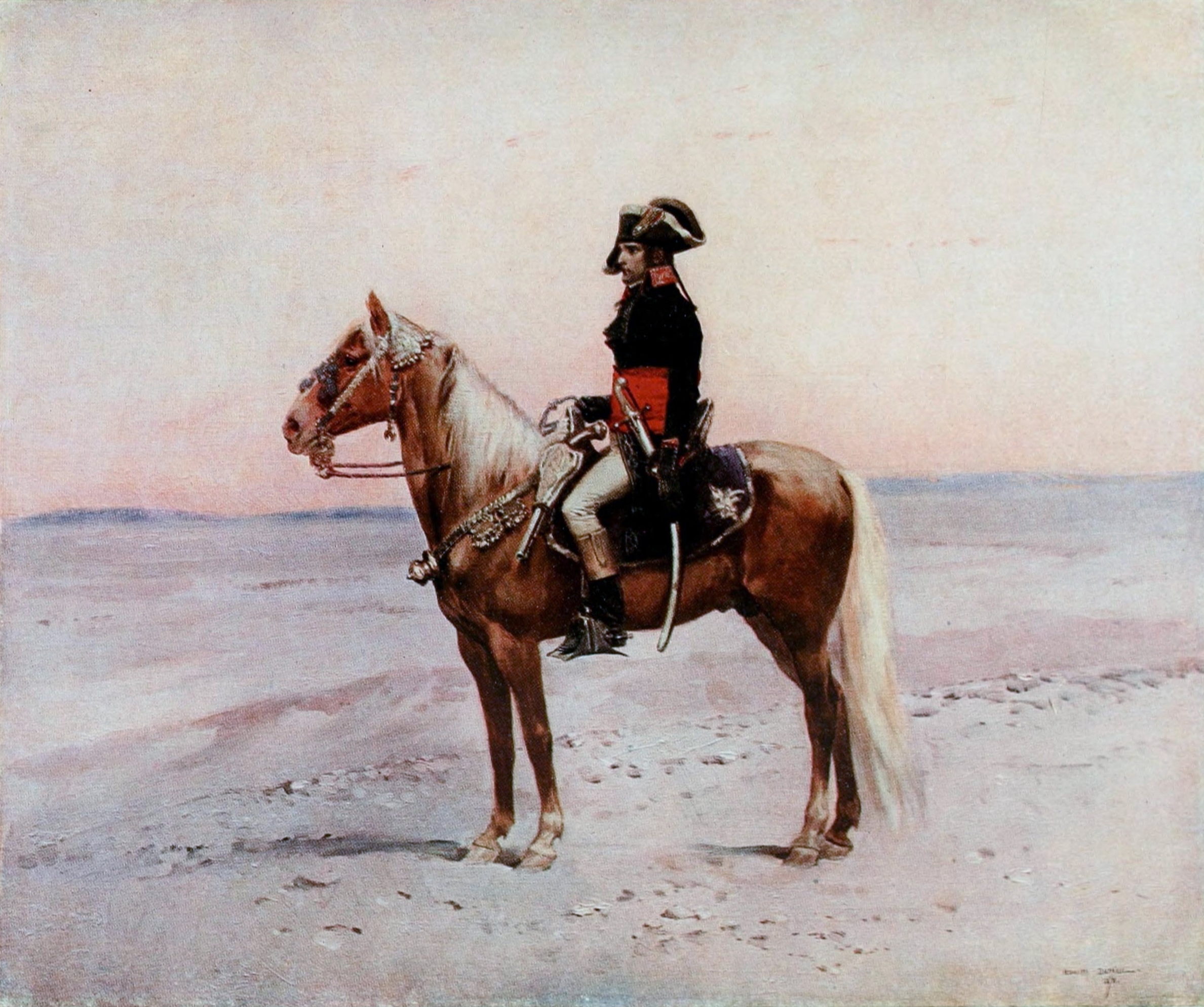
Napoléon en Égypte, huile sur toile, localisation inconnue.

### Panoramas
Édouard Detaille participe à la réalisation de deux panoramas. Le premier est le Panorama de la bataille de Champigny réalisé entre 1881 et 1882 en collaboration avec son confrère et ami Alphonse de Neuville. L'œuvre a cependant disparu, seuls quelques fragments subsistent mais une part significative reste non localisée. Ce panorama représentait un épisode de la guerre franco-prussienne de 1870 auquel Detaille prit part.

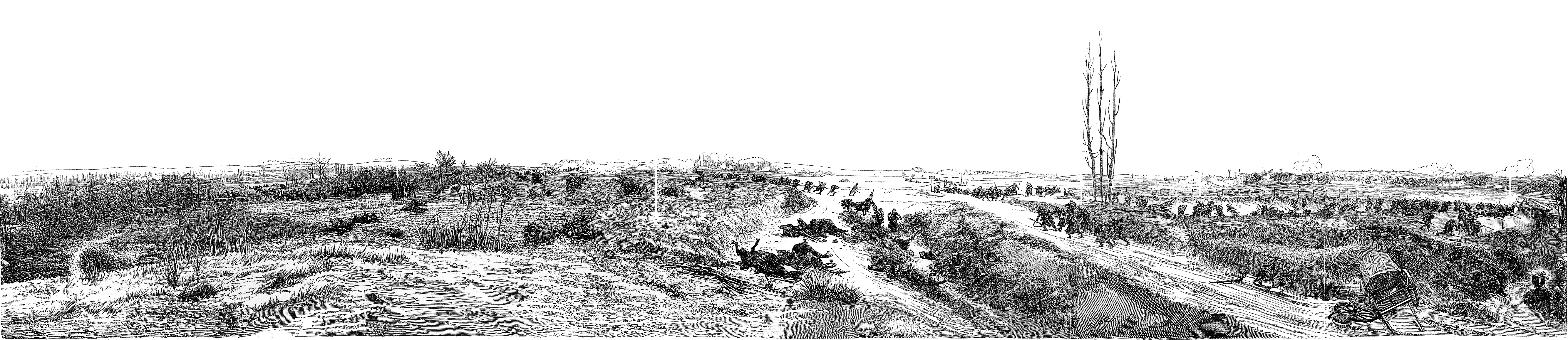
Représentation de la partie de La Bataille de Champigny exécutée par Detaille, issue du livret descriptif vendu aux visiteurs du panorama.

Le deuxième panorama est celui du Soir de Rezonville de 120 m sur 14 m réalisé entre 1882 et 1883 toujours en collaboration avec Alphonse de Neuville. Ce panorama est dans le même cas de figure que pour le précédent : œuvre disparue, fragments subsistants non localisés pour la plupart. L'entièreté illustrait une bataille s'étant déroulée le 16 août 1870 toujours dans le cadre de la guerre franco-prussienne, intitulée bataille de Mars-la-Tour. Un dessin a été réalisé pour le journal Le Monde illustré, dont voici une version préparatoire reconstituant uniquement la partie réalisée par Detaille :

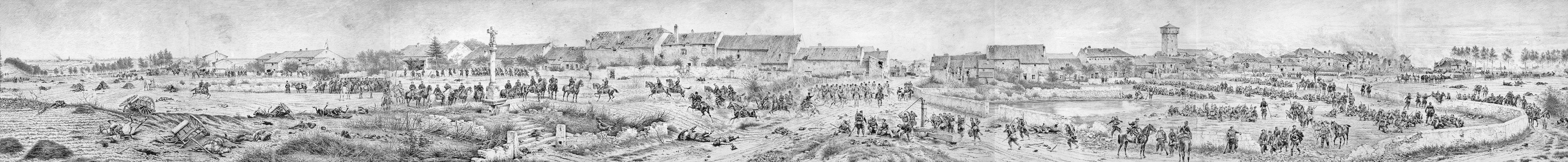
Dessin de 22 centimètres de hauteur sur 2 mètres de long, réalisé par Jules-Marie Lavée du journal Le Monde illustré, montrant la globalité de la partie réalisée par Detaille pour le Panorama de Rezonville.

Les panoramas ayant été découpés, seuls des fragments ont pu être conservés, dont quelques exemples sont présentés ci-dessous.

Fragments de panoramas
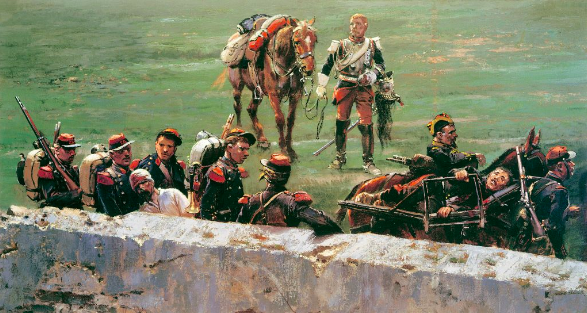
Panorama de la bataille de Rezonville, détail. Musée des beaux-arts de Montréal[50]. « L'artillerie de la garde, à cheval sur la grande route conduisant à Vionville et à Mars-la-Tour, et reliée sur sa droite, à l'artillerie du 6e corps[51]. »
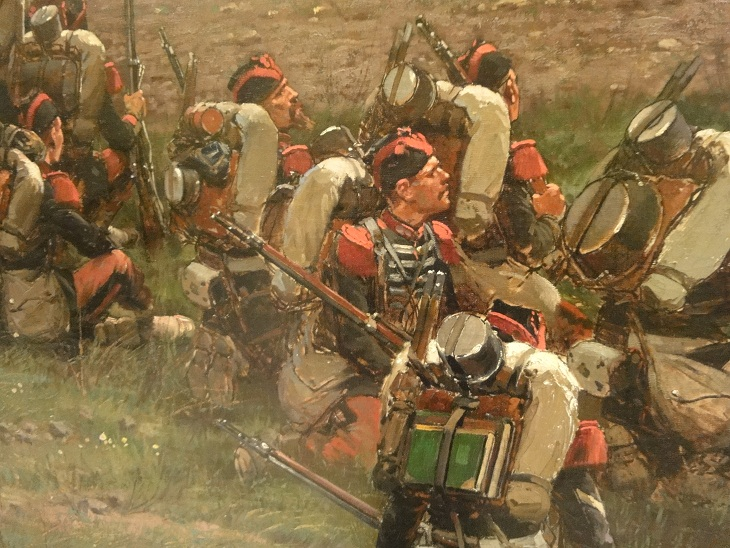
Panorama de la bataille de Rezonville, détail, détachement de grenadiers de la garde impériale. Paris, Musée de l'Armée[52]. « brigade Jeanningros, division Picard »[51].
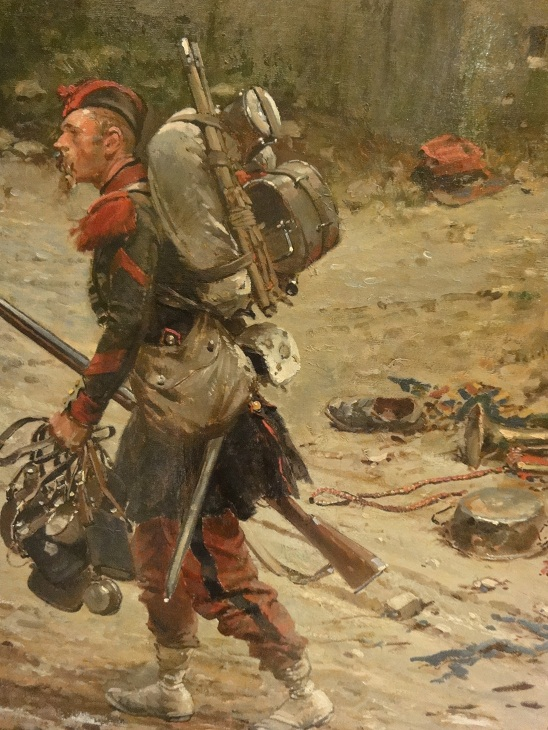
Panorama de la bataille de Rezonville, détail, grenadier de la Garde nationale en corvée d'eau. Paris, Musée de l'Armée[53].
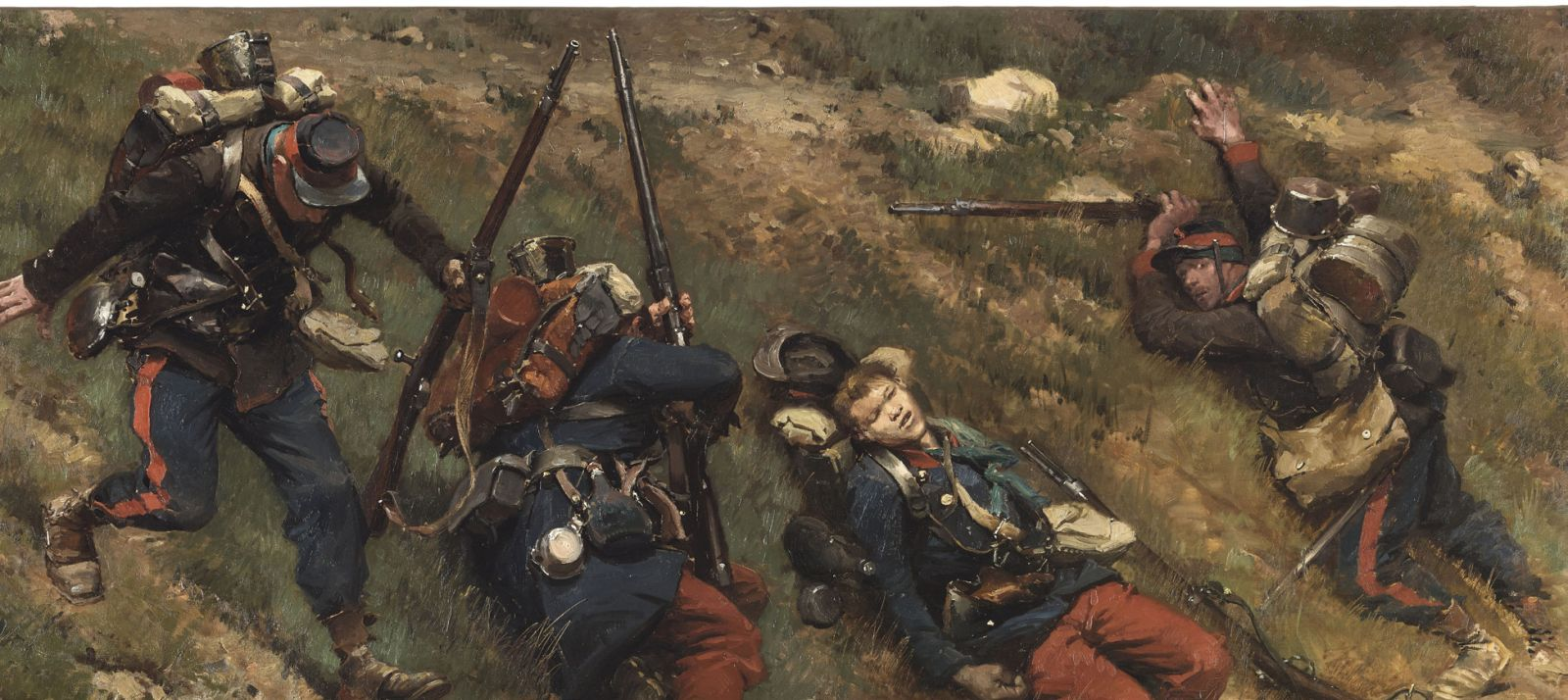
Panorama de la bataille de Champigny, détail, fantassins dans un chemin creux. Paris, Musée de l'Armée[54].
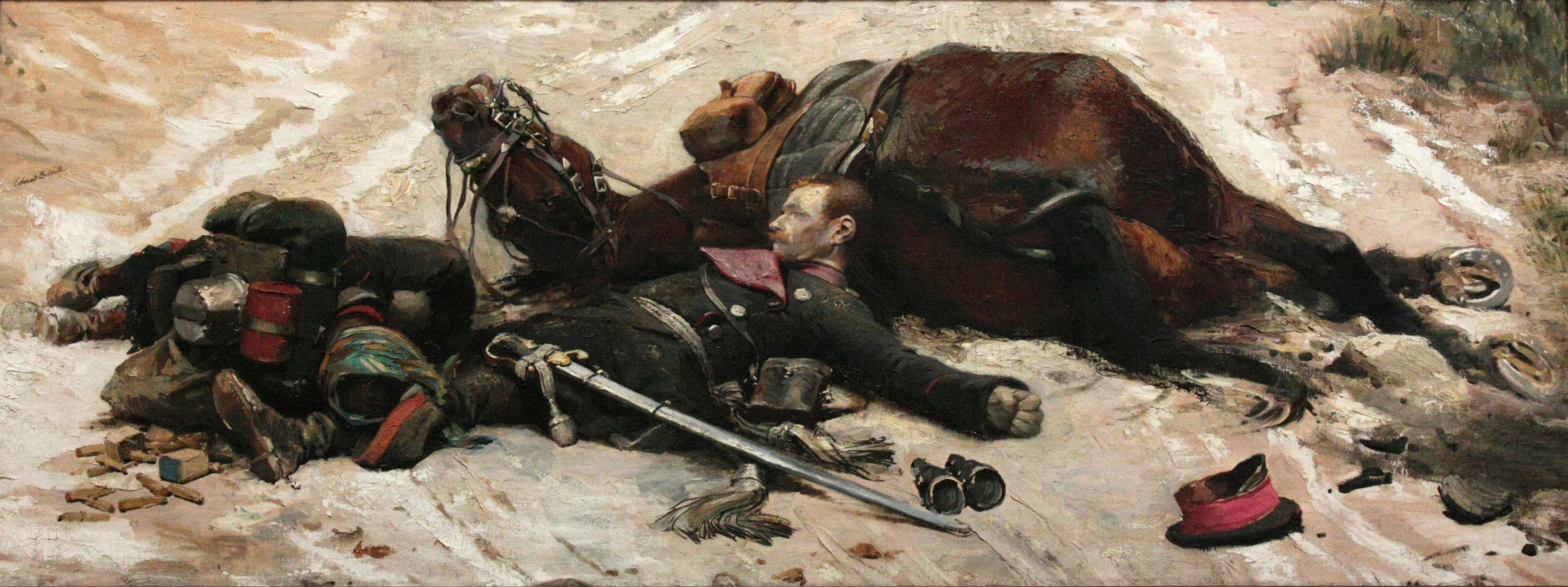
Panorama de la bataille de Champigny, un officier allemand mort près de son cheval expirant, avec à côté de lui un mobile français décédé. Musée de Grenoble[55].

### Peintures murales
L'artiste est aussi réputé pour ses peintures murales. On compte parmi ses commandes la décoration de l'hôtel de ville de Paris (trois œuvres au moins), la décoration de l'abside du Panthéon de Paris, et quelques commandes pour des hôtels particuliers. Voici une liste non exhaustive de ses réalisations : 
- Décorations de l’hôtel de ville de Paris[56] :
  - Les Enrôlements volontaires sur le terre-plein du Pont-Neuf, en septembre 1792, 1902, représentant les enrôlements des soldats de la Première République naissante ;
  - Réception, par la municipalité de Paris, à la barrière de la Villette, des troupes revenant de Pologne après la campagne de 1806-1807, 1902, portant sur la fin de la campagne de Pologne. Œuvres présentées au Salon de 1902[57] et marouflées en 1903[56] ;
  - Allégorie de la Victoire[58], présentant une thématique allégorique des batailles pour l'idéal de la Révolution Française dans son ensemble.
- La Barricade de la rue des Deux-Ponts, vers 1902, aquarelle, esquisse, 64 × 80 cm. Projet non abouti pour l'abside du Panthéon de Paris représentant des barricades lors des combats parisiens des Trois Glorieuses et l'apparition au loin du drapeau bleu-blanc-rouge sur les tours de Notre-Dame de Paris, Paris, musée de l'Armée[59].
- La Chevauchée de la Gloire, ou Vers la Gloire, 1904-1905, triptyque pour l'abside du Panthéon de Paris, exposé au Salon de 1905 avant d'être mis en place[60]. On y voit des cavaliers de la République Française et de l'Empire Français, dont des Mamelouks, brandir les drapeaux victorieusement arrachés aux ennemis sur le champ de bataille, le tout survolé de l'allégorie de la Gloire prête à donner les lauriers aux victorieux.
- Chasse au faucon, vers 1906, aquarelle et gouache, 130,5 × 111 cm. Extrait du décor pour l'hôtel Dufayel (détruit en 1925), Paris, musée de l'Armée[61].
- Le Chant du départ, Salon de 1908[62], projet non abouti de décor pour l'abside du Panthéon de Paris[63], Paris, musée de l'Armée[64].

Peintures murales
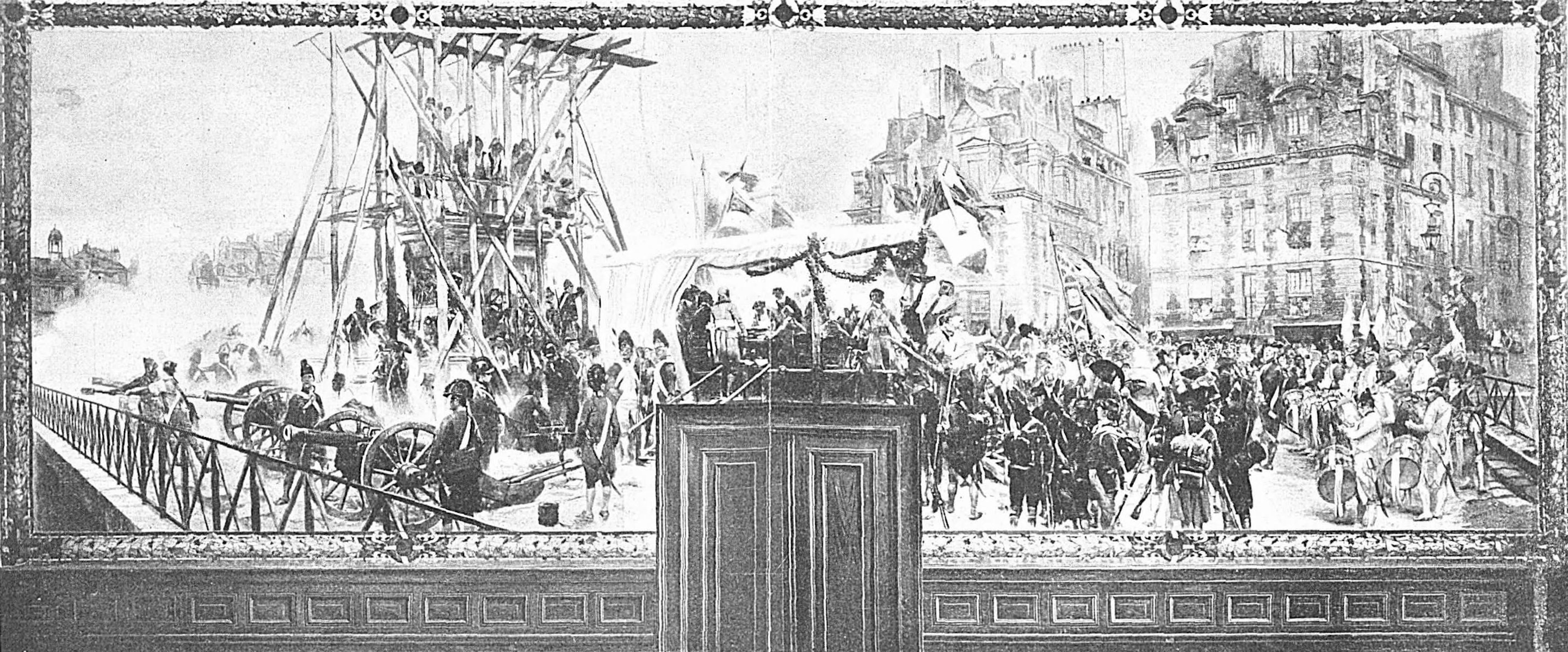
Les Enrôlements volontaires sur le terre-plein du Pont-Neuf, en septembre 1792 (1902), Paris, hôtel de ville.
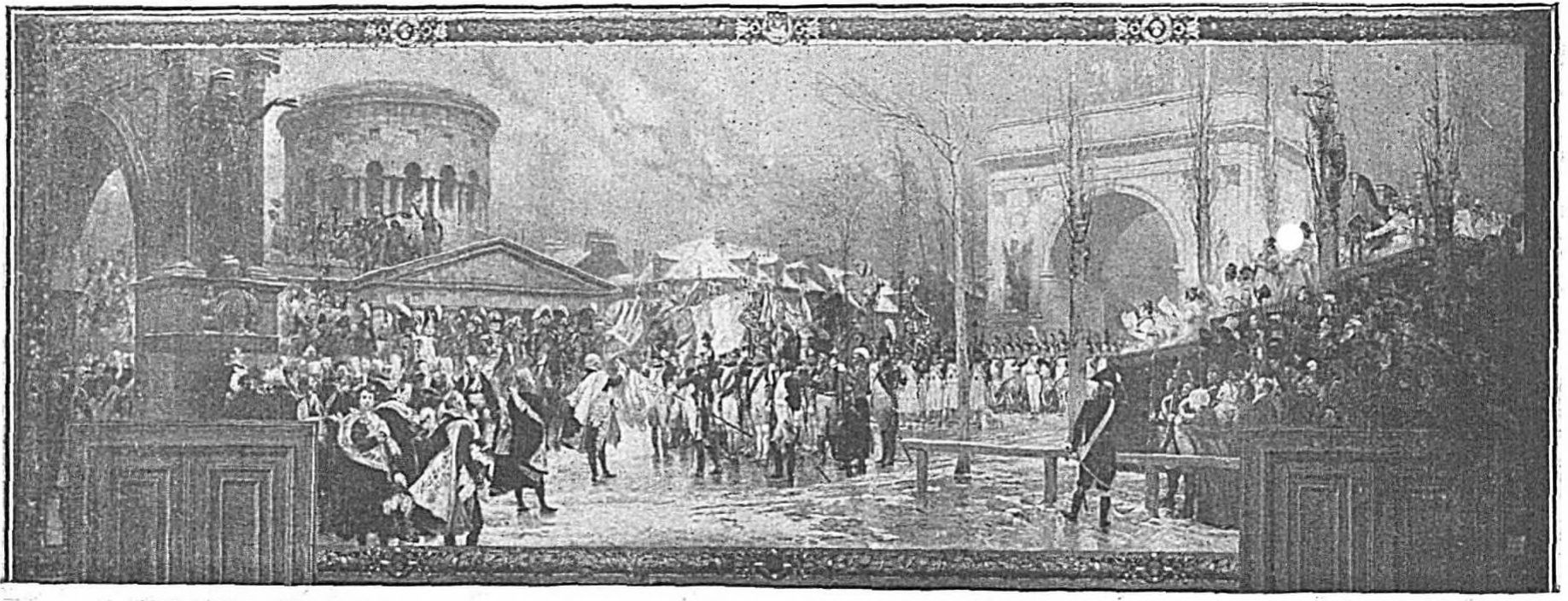
Réception, par la municipalité de Paris, à la barrière de la Villette, des troupes revenant de Pologne après la campagne de 1806-1807 (1902), Paris, hôtel de ville.
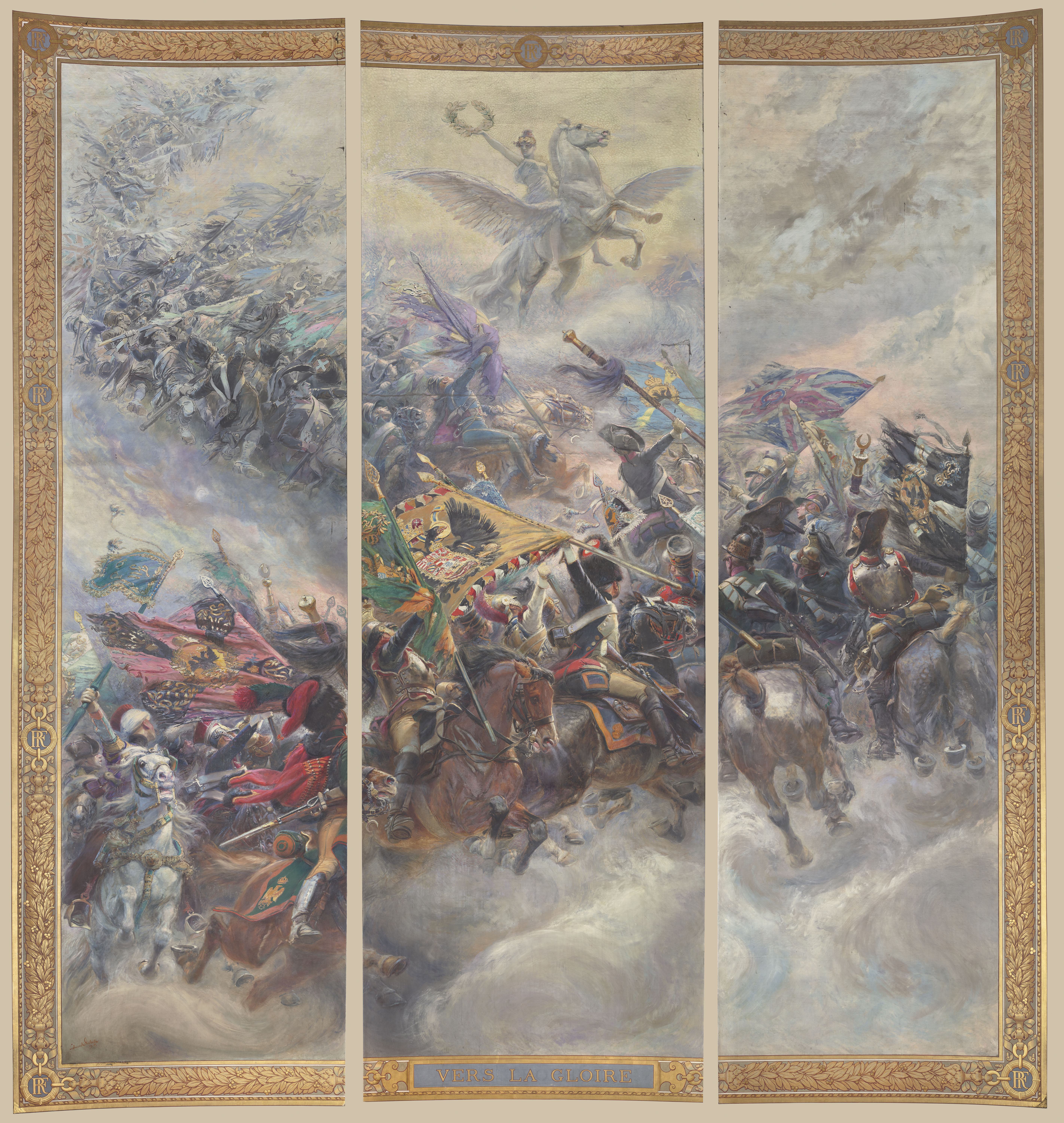
Vers la Gloire, triptyque, Panthéon de Paris.

### Illustrations individuelles
En plus de ses peintures, Detaille réalise de nombreuses illustrations et dessins, souvent présentés lors de salons artistiques ou simplement offerts à ses amis. En voici quelques exemples :
- Tambour d'infanterie anglaise, 1879[65], 25,5 × 19,5 cm, localisation inconnue[66] ;
- Infanterie de ligne, 1824, Salon de Mulhouse de 1886, localisation inconnue[67] ;
- Tambour d’infanterie légère, 1845, Salon de Mulhouse de 1886, localisation inconnue[67] ;
- Le duc d'Aumale à Taguin, 1843 ou Le duc d'Aumale attaque la Smalah à Taguin le 16 mai 1843, 1886, 28,2 × 18,2 cm, Chantilly, musée Condé[68] ;
- Infanterie de ligne, 1848, Salon de l'Union artistique de Toulouse de 1888, localisation inconnue[69] ;
- Artillerie à cheval et à pied, 1816, Salon de Mulhouse de 1893, localisation inconnue[70] ;
- Au rapport, Salon de Mulhouse de 1896, dessin gouaché, localisation inconnue[71].

### Illustrations d'ouvrages
Les nombreux ouvrages et journaux illustrés par Detaille lui permettent d'acquérir une réputation d'illustrateur respectable dans le milieu littéraire, surtout en ce qui concerne le domaine de la représentation de thèmes militaires. Voici les principaux ouvrages qui ont marqué l’œuvre illustrative de Detaille :

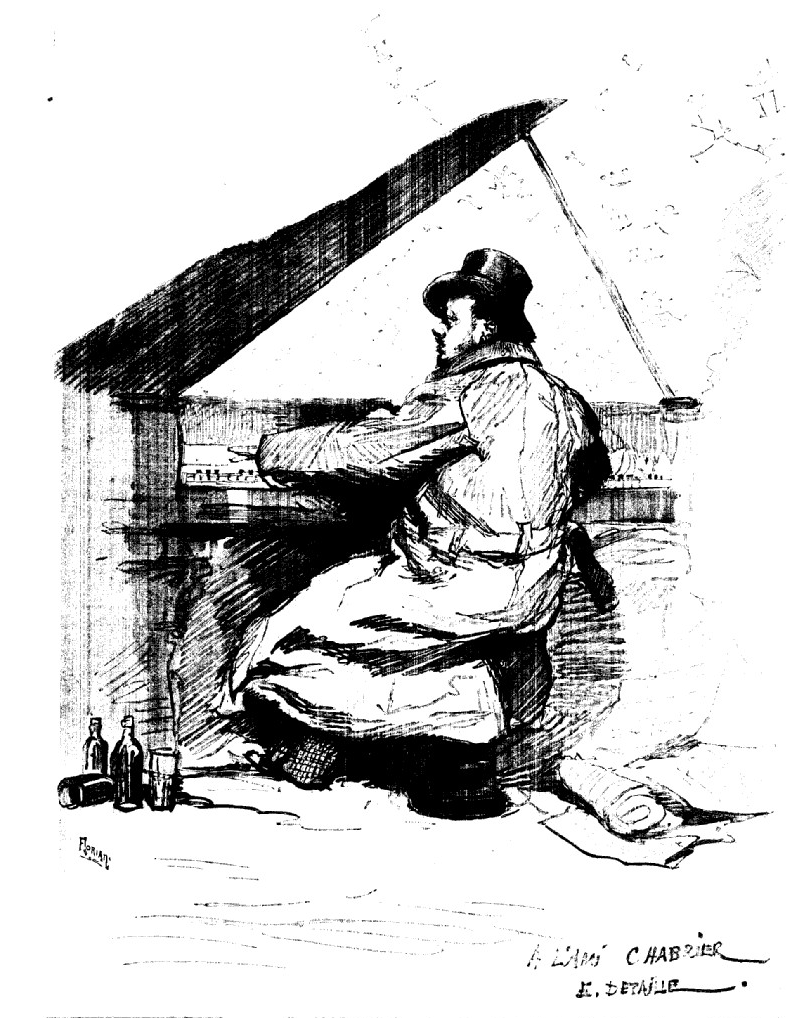
Emmanuel Chabrier, illustration dédicacée à l'ami Chabrier, publiée dans la Revue Illustrée du 15 juin 1887.

- 1884 : major Hoff, Les grandes manœuvres, illustrations d'Édouard Detaille ;
- 1884-1888 (plusieurs tomes) : Jules Richard (pseudonyme de Thomas Jules Richard Maillot), L'Armée française : types et uniformes, 346 dessins et 60 aquarelles[72]. Ouvrage présentant l'évolution des uniformes de l'armée française depuis la Révolution Française jusqu'au début de la Troisième République, dont les illustrations des uniformes de chaque époque réalisées par Detaille se veulent être rigoureusement exactes et lui ont valu sa réputation d'expert en uniformologie ;
- vers 1886 : Jules Richard (pseudonyme de Thomas Jules Richard Maillot), En campagne, deuxième série, Éd. Boussod, Valadon et Cie[73], tableaux et dessins de Detaille avec d'autres peintres comme Ernest Meissonier[74] ;
- 1887 : Charles Yriarte, Autour du Concile : souvenirs et croquis d'un artiste à Rome, illustrations d'Édouard Detaille, gravures de Ferdinand Heilbuth[75] ;
- 1887 : Emmanuel Chabrier, dessin publié dans la Revue Illustrée, localisation inconnue[76] ;
- 1890 : Chevau-léger lanciers (5e régiment). 1813, illustration de la couverture du Figaro illustré de septembre 1890[77] ;
- 1894 : L'Armée russe aux grandes manœuvres, souvenirs du camp de Krasnoé-Sélo. Études et croquis rapportés du camp impérial de Krasnoé-Sélo, par Édouard Detaille, Éd. Boussod, Valadon et Cie[78] ;
- 1895[79] : Frédéric Masson, Cavaliers de Napoléon, illustrations d'Édouard Detaille ; réédition Paris, Teissèdre, 2002[80]) ;
- « Officier de hussards, 1806 », L'Illustation,‎ décembre 1906, hors texte ;
- 1912 : discussions et dessins portant sur le projet d'uniformes inventés par Detaille pour l'infanterie de ligne dans le journal L'Illustration, no 3602[81] et no 3605[82], concrétisé par Projets de tenue pour l'infanterie de ligne exposés au Salon de 1912[83].

## Distinctions et hommages

### Distinctions
- Grand officier de la Légion d'honneur
- Médaille commémorative de la guerre 1870-1871

L'artiste est très renommé dans les salons artistiques de la fin du Second Empire et du début de la Troisième République. Il reçoit quatre médailles au Salon de peinture et de sculpture : en 1869, 1870, et en 1872 où il est médaillé deuxième classe cette année-là malgré l'exclusion de ses œuvres du Salon pour des raisons diplomatiques avec l'Allemagne dans un contexte toujours tendu deux ans après la fin de la guerre franco-prussienne. Il devient hors-concours à partir de 1873, ne pouvant donc plus recevoir de médailles hormis la médaille d'honneur, qu'il obtient en 1888 dans le Salon de peinture et de sculpture renommé Salon des artistes français, avec son œuvre phare Le Rêve. En dehors du Salon officiel, il est aussi promu Grand Prix de l'Exposition universelle de 1889, et est d'ailleurs membre du jury de l'Exposition universelle de 1900. Son œuvre artistique ainsi que son engagement pour l'armée est récompensé par des grades de la Légion d'honneur : il est nommé chevalier de l'ordre national de la Légion d'honneur en 1873, puis promu officier en 1881, commandeur en 1897, et enfin grand officier en 1910. Un an avant son décès, en 1911, il reçoit la médaille commémorative de la Guerre de 1870-1871, nouvellement crée, avec agrafe « Engagé volontaire ».

### Hommages

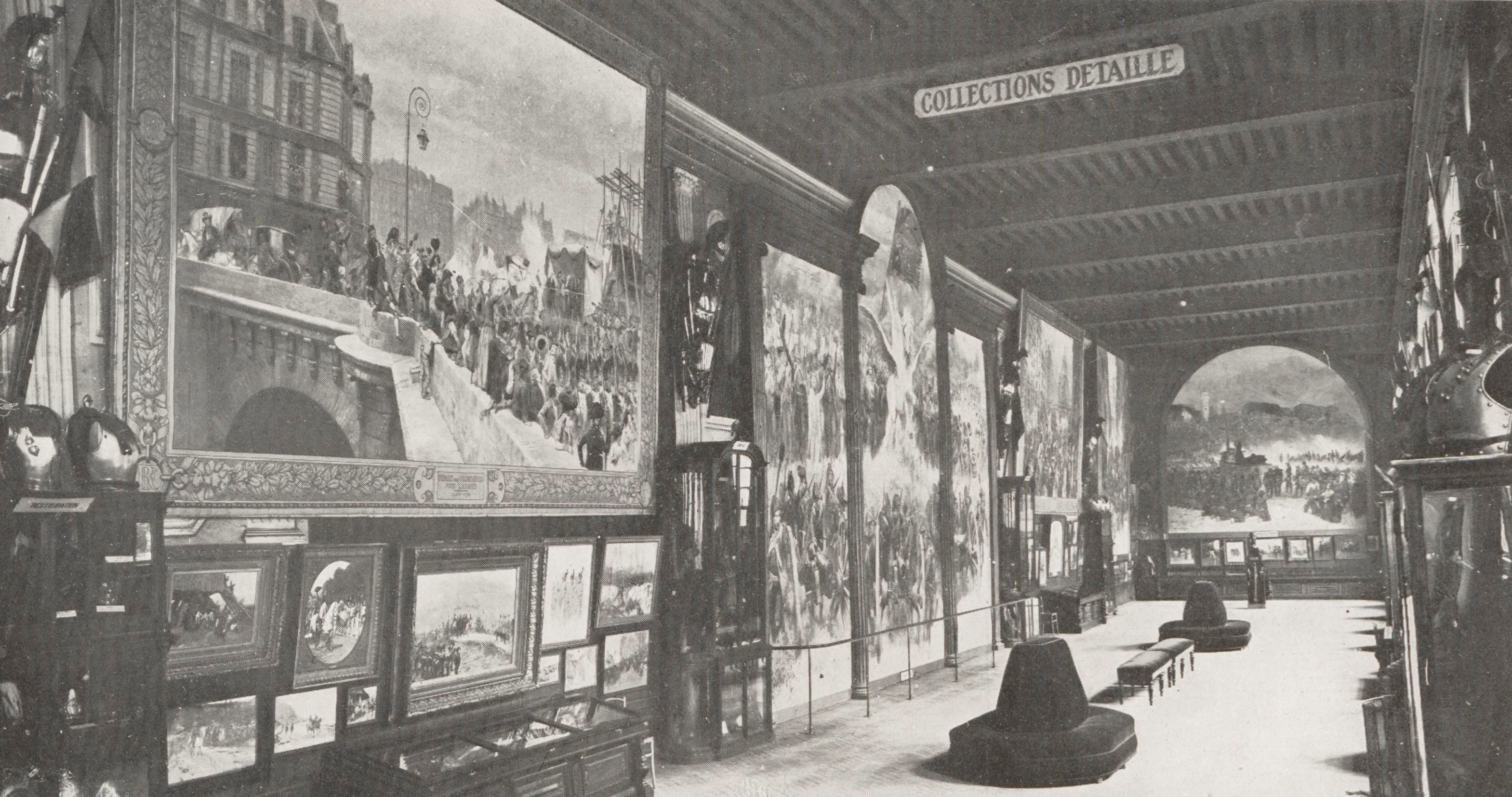
La salle Detaille du musée de l'Armée à Paris.

Une rue Édouard-Detaille est créée de son vivant en 1892 dans le 17e arrondissement de Paris, dans le quartier de la Plaine-de-Monceaux.
Une salle Detaille est installée au musée de l'Armée à Paris en avril 1916. Maintenant disparue, elle était entièrement consacrée à ses œuvres.

## Élèves
Édouard Detaille accepte de nombreux apprentis, une majorité de débutants cherchant à s'insérer dans le domaine de la peinture militaire et le contactant dans l'espoir d'être acceptés comme élèves. En voici quelques-uns qui sont restés dans la postérité :
- Eugène de Barberiis[93], un peintre de scènes militaires ;
- Pierre Benigni[94], intéressé par les sujets militaires ;
- Emmanuel Bocher, un ami de Sarah Bernhardt ;
- Georges Cain[95], qui était principalement porté sur les scènes de genre ;
- Gaston Claris, militaire reconverti à la peinture ;
- Charles Detaille (son frère)[96], qui était spécialisé dans les peintures de chevaux et la peinture sportive ;
- Henri Dodelier, dit Doldier (né à Vesoul le 9 octobre 1862), officier de cavalerie[97] ;
- Alphonse Lalauze[98], fils d'Adolphe Lalauze ;
- Charles Morel, militaire devenu peintre ;
- Alfred Jean-Marie Paris, peintre et illustrateur[99] ;
- Léon Renimel (dit Reni-Mel) auteur de France 1914 (Invalides) et America (1922-Indianapolis)
- Georges Scott[100], qui réalisa le portrait officiel du maréchal Foch ;
- Pierre des Vallières[101], général tombé durant la Première Guerre mondiale.